# (3358) Аникушин
(3358) Аникушин (лат. Anikushin) — типичный астероид главного пояса, открыт 1 сентября 1978 года советским астрономом Николаем Черных в Крымской астрофизической обсерватории и 28 апреля 1991 года назван в честь скульптора Михаила Аникушина.

## Обнаружение и именование
(3358) Аникушин
Открыт 1 сентября 1978 года в Научном Н. С. Черных.
Назван в честь известного советского скульптора Михаила Константиновича Аникушина — действительного члена Академии художеств СССР, создателя памятника Пушкину в Ленинграде и других произведений.
Оригинальный текст (англ.)3358 Anikushin
Discovered 1978-09-01 by Chernykh, N. at Nauchnyj.
Named in honor of Mikhail Konstantinovich Anikushin, member of the U.S.S.R. Academy of Arts, well known Soviet sculptor, creator of the Pushkin monument in Leningrad and other works.
Источники: DISCOVERY.DB; M.P.C. 18136.

## Орбита

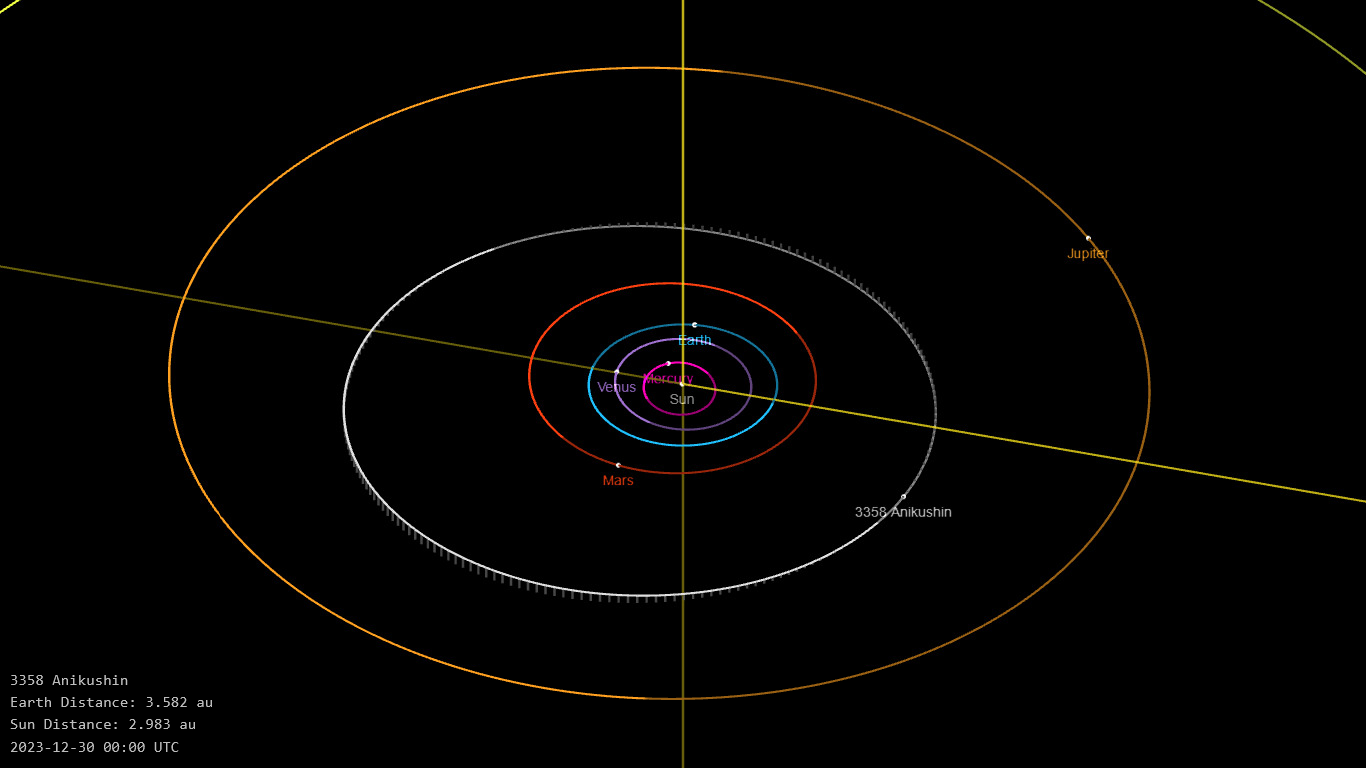
Орбита астероида Аникушин и его положение в Солнечной системе

## Физические характеристики
Астероид относится к таксономическому классу C.
По результатам наблюдений в видимом и ближнем инфракрасном диапазоне космического телескопа NEOWISE и наблюдений в инфракрасном диапазоне спутника Akari диаметр астероида оценивался равным 14,231±0,222 км, 12,73±0,95 км и 14,00±4,77 км. Согласно тем же источникам альбедо оценивается как 0,1048±0,0223, 0,131±0,020, 0,105±0,022 и 0,062±0,050.